# Daniel Jarl
Daniel Albert Viktor Jarl (Bålsta, 13 aprile 1992) è un ex calciatore svedese, di ruolo difensore.

## Carriera
Nato a Bålsta, è cresciuto a livello calcistico tra una società della sua città natale, l'Håbo FF, e l'Enköpings SK.
Proprio con l'Enköpings SK ha giocato in prima squadra nel campionato di Division 1 nel 2009 e di Division 2 nel 2010.
A partire dall'agosto 2010 è entrato a far parte del Djurgården, squadra con cui già si era allenato nel corso dell'estate e con cui ha firmato un contratto di tre anni e mezzo. Da quel momento ha trascorso un anno e mezzo con la formazione Under-21 del club, anche se durante quel periodo ha avuto modo di esordire ufficialmente in Allsvenskan con la prima squadra, giocando titolare nella trasferta del 30 luglio 2011 contro il Malmö FF, sospesa dopo circa 10 minuti per problemi di ordine pubblico e rinviata. L'altra porzione di gara di campionato disputata da Jarl è stata proprio il recupero della partita di Malmö precedentemente interrotta. Prima dell'inizio della stagione 2012, Jarl è stato definitivamente promosso in prima squadra, anche se in realtà ha poi giocato in campionato solo in occasione della penultima giornata contro il Syrianska.
Nel gennaio 2013, mentre stava svolgendo un provino con i portoghesi del Braga, ha riportato una rottura del legamento crociato del ginocchio sinistro. Questo infortunio lo ha costretto a una lunga assenza, tale da non riuscire a collezionare alcuna presenza ufficiale con il Djurgården durante il 2013.
In scadenza contrattuale con il Djurgården, il giocatore – nonostante un'offerta di prolungamento – ha scelto di scendere di una categoria accettando la proposta del Landskrona BoIS. La squadra bianconera ha terminato il campionato di Superettan 2014 al penultimo posto ed è retrocessa, ma Jarl è rimasto ugualmente in rosa per una seconda stagione nonostante la militanza in terza serie.
Nel febbraio 2016 è ritornato a giocare nei pressi di Stoccolma sottoscrivendo un accordo annuale con l'AFC United, squadra di che all'epoca aveva ancora sede a Solna. Qui è stato titolare in 28 delle 30 partite previste dal calendario della Superettan 2016, contribuendo alla prima storica promozione del club nella massima serie.
In vista della stagione 2017, Jarl ha firmato un contratto di tre anni con il Sirius, altra squadra che aveva appena conquistato l'accesso alla massima serie nazionale. Il 10 settembre 2017, nel corso della partita interna contro il GIF Sundsvall, si è nuovamente infortunato al legamento crociato del ginocchio sinistro, lo stesso legamento che 6 anni prima lo aveva portato a un lungo stop. In questo caso Jarl ha dovuto saltare la rimanente parte dell'Allsvenskan 2017 e buona parte (le prime 20 partite su 30) dell'Allsvenskan 2018. Nel corso della stagione 2018 ha anche rinnovato il proprio contratto di un ulteriore anno, fino al 2020, anno in cui è rimasto svincolato al termine del campionato. A seguito di questa parentesi ha annunciato di voler prendere una pausa dal calcio giocato, la quale tuttavia si è prolungata anche negli anni successivi.